# Söke (district)
Söke is een Turks district in de provincie Aydın en telt 115.939 inwoners (2007). Het district heeft een oppervlakte van 986,62 km².
De bevolkingsontwikkeling van het district is weergegeven in onderstaande tabel.
| 1997    | 2000    | 2007    |
| ------- | ------- | ------- |
| 125.282 | 137.739 | 115.939 |

Aydın · Bozdoğan · Buharkent · Çine · Didim · Germencik · İncirliova · Karacasu · Karpuzlu · Koçarlı · Köşk · Kuşadası · Kuyucak · Nazilli · Söke · Sultanhisar · Yenipazar